# World Series of Poker 1980
Die World Series of Poker 1980 war die elfte Austragung der Poker-Weltmeisterschaft und fand vom 6. bis 22. Mai 1980 im Binion’s Horseshoe in Las Vegas statt.

## Turniere

### Turnierplan

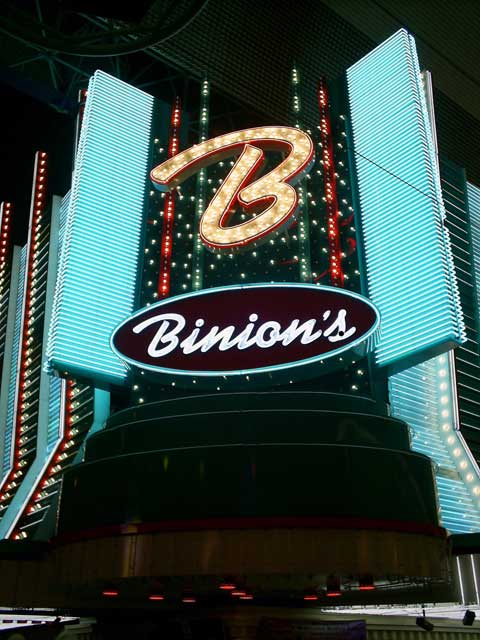
Das Binion’s Horseshoe in Las Vegas

Im Falle eines mehrfachen Braceletgewinners gibt die Zahl hinter dem Spielernamen an, das wievielte Bracelet in diesem Turnier gewonnen wurde.
| #  | Buy-in (in $) | Turnier                                          | Turnierbeginn | Teilnehmer | Sieger             | Sieger             | Herkunft           | Herkunft           | Preisgeld (in $) |
| -- | ------------- | ------------------------------------------------ | ------------- | ---------- | ------------------ | ------------------ | ------------------ | ------------------ | ---------------- |
| 1  | 00.500        | Limit Seven Card Stud                            | 6. Mai 1980   | 176        | Bobby Schwing      | Bobby Schwing      | Vereinigte Staaten | Vereinigte Staaten | 052.800          |
| 2  | 01.000        | No-Limit Hold’em                                 | 7. Mai 1980   | 138        | Robert Bone        | Robert Bone        | Vereinigte Staaten | Vereinigte Staaten | 069.000          |
| 3  | 02.000        | Limit Draw High                                  | 8. Mai 1980   | 013        | Pat Callihan       | Pat Callihan       | Vereinigte Staaten | Vereinigte Staaten | 015.600          |
| 4  | 00.400        | Ladies Limit Seven Card Stud                     | 9. Mai 1980   | 062        | Deby Callihan      | Deby Callihan      | Vereinigte Staaten | Vereinigte Staaten | 014.880          |
| 5  | 05.000        | Limit Seven Card Stud                            | 10. Mai 1980  | 030        | Pete Christ        | Pete Christ        | Vereinigte Staaten | Vereinigte Staaten | 090.000          |
| 6  | 10.000        | No-Limit 2-7 Draw Lowball (Rebuy)                | 11. Mai 1980  | 019        | Sarge Ferris       | Sarge Ferris       | Vereinigte Staaten | Vereinigte Staaten | 150.000          |
| 7  | 01.500        | No-Limit Hold’em                                 | 12. Mai 1980  | 126        | Gene Fisher        | Gene Fisher        | Vereinigte Staaten | Vereinigte Staaten | 113.400          |
| 8  | 01.000        | Limit A-5 Lowball Draw                           | 13. Mai 1980  | 061        | Jim Fugatti        | Jim Fugatti        | Vereinigte Staaten | Vereinigte Staaten | 036.600          |
| 9  | 00.600        | Mixed Doubles No-Limit Hold’em                   | 14. Mai 1980  | 041        | Lynn Harvey        | A. J. Myers        | Vereinigte Staaten | Vereinigte Staaten | 014.760          |
| 10 | 01.000        | Limit Seven Card Stud Hi-Lo                      | 15. Mai 1980  | 051        | Mickey Appleman    | Mickey Appleman    | Vereinigte Staaten | Vereinigte Staaten | 030.600          |
| 11 | 01.000        | Limit Razz                                       | 16. Mai 1980  | 056        | Lakewood Louie (4) | Lakewood Louie (4) | Vereinigte Staaten | Vereinigte Staaten | 033.600          |
| 12 | 10.000        | No Limit Hold’em Main Event – World Championship | 17. Mai 1980  | 073        | Stu Ungar          | Stu Ungar          | Vereinigte Staaten | Vereinigte Staaten | 365.000          |

### Main Event
Der Finaltisch wurde am 22. Mai 1980 ausgespielt. In der finalen Hand gewann Ungar mit 5♠ 4♠ gegen Brunson mit A♥ 7♠.
| Platz | Herkunft           | Spieler          | Preisgeld (in $) |
| ----- | ------------------ | ---------------- | ---------------- |
| 1     | Vereinigte Staaten | Stu Ungar        | 365.000          |
| 2     | Vereinigte Staaten | Doyle Brunson    | 146.000          |
| 3     | Vereinigte Staaten | Jay Heimowitz    | 109.500          |
| 4     | Vereinigte Staaten | Johnny Moss      | 073.000          |
| 5     | Vereinigte Staaten | Charles Dunwoody | 036.500          |
| 6     | Vereinigte Staaten | Gabe Kaplan      | –                |